# Ruprechtshofen
Ruprechtshofen je městys v Rakousku ve spolkové zemi Dolní Rakousy v okrese Melk. Žije zde přibližně 2 300 obyvatel.

## Geografie

### Geografická poloha
Ruprechtshofen se nachází ve spolkové zemi Dolní Rakousy v regionu Mostviertel. Rozloha území městyse činí 30,57 km², z nichž přibližně 7% pokrývá les.

### Části obce
Území městyse Ruprechtshofen zahrnuje 34 sídel:
- Baulanden
- Brunnwiesen
- Etzen
- Fittenberg
- Fohregg
- Geretzbach
- Graben
- Grabenegg
- Grub
- Hofstetten
- Hohentann
- Hub
- Kagelsberg
- Kalcha
- Koth
- Kronberg
- Kühberg
- Lasserthal
- Lehen
- Naspern
- Ockert
- Oed
- Rainberg
- Reisenhof
- Riegers
- Rottenhof
- Ruprechtshofen
- Schlatten
- Simhof
- Sinhof
- Weghof
- Wies
- Zinsenhof
- Zwerbach

### Sousední obce
- na severu: Zelking-Matzleinsdorf
- na východě: Sankt Leonhard am Forst
- na jihu: Oberndorf an der Melk (okres Scheibbs)
- na západě: Wieselburg-Land (okres Scheibbs), Bergland

## Kultura a památky

### Stavby
- Farní kostel sv. Mikuláše v Ruprechtshofenu

## Galerie

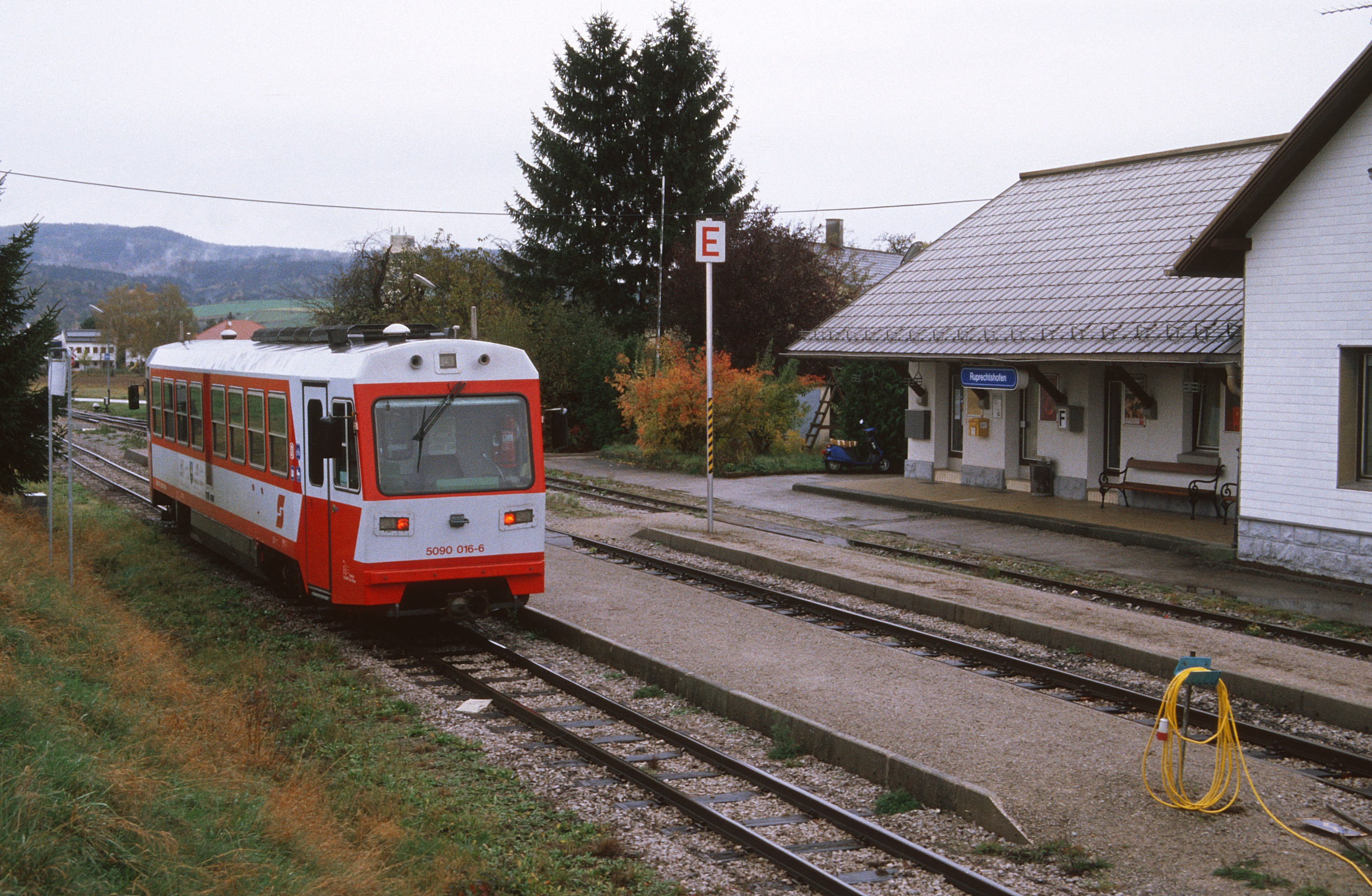
Vlakové nádraží v Ruprechtshofenu
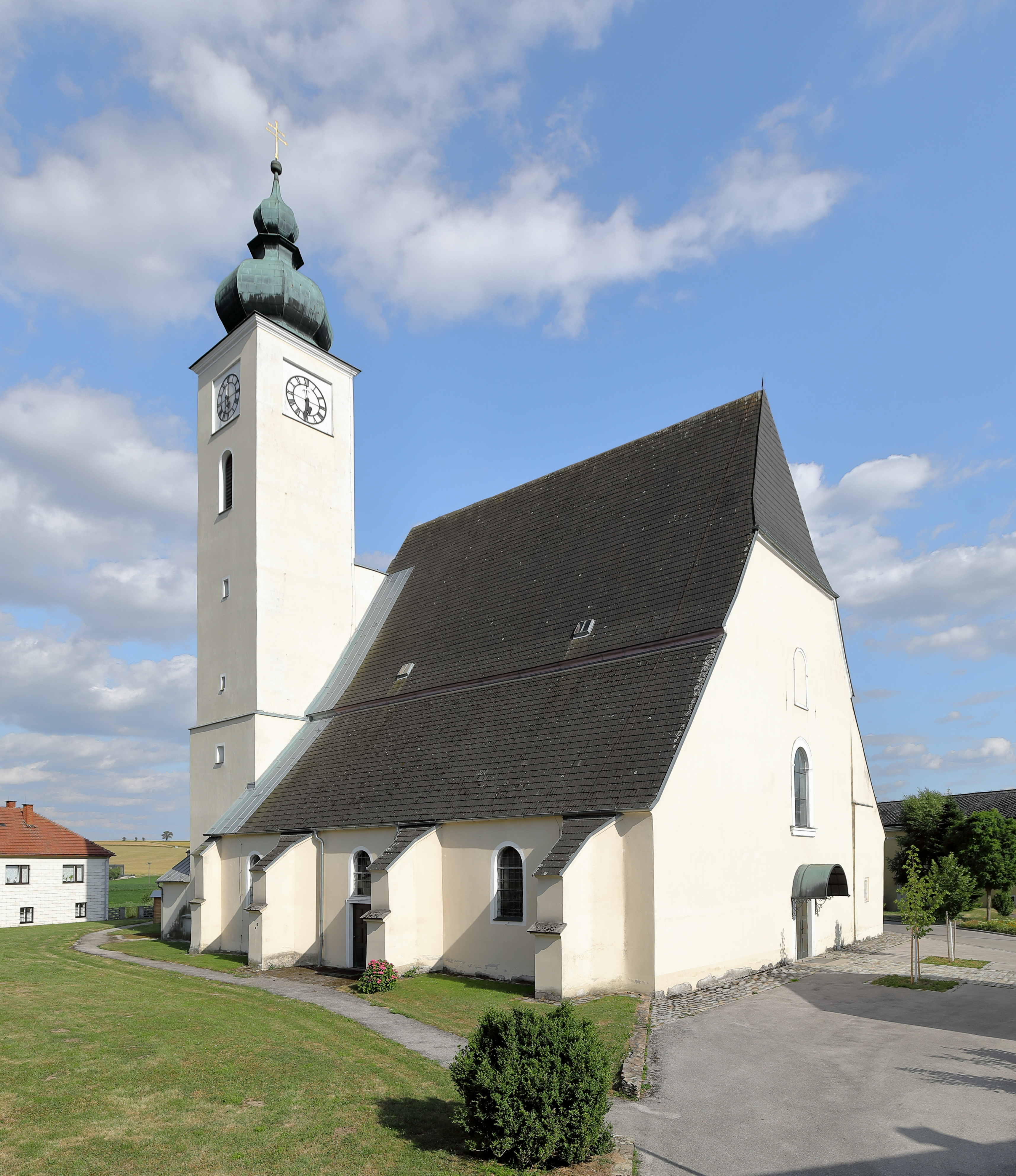
Farní kostel sv. Mikuláše
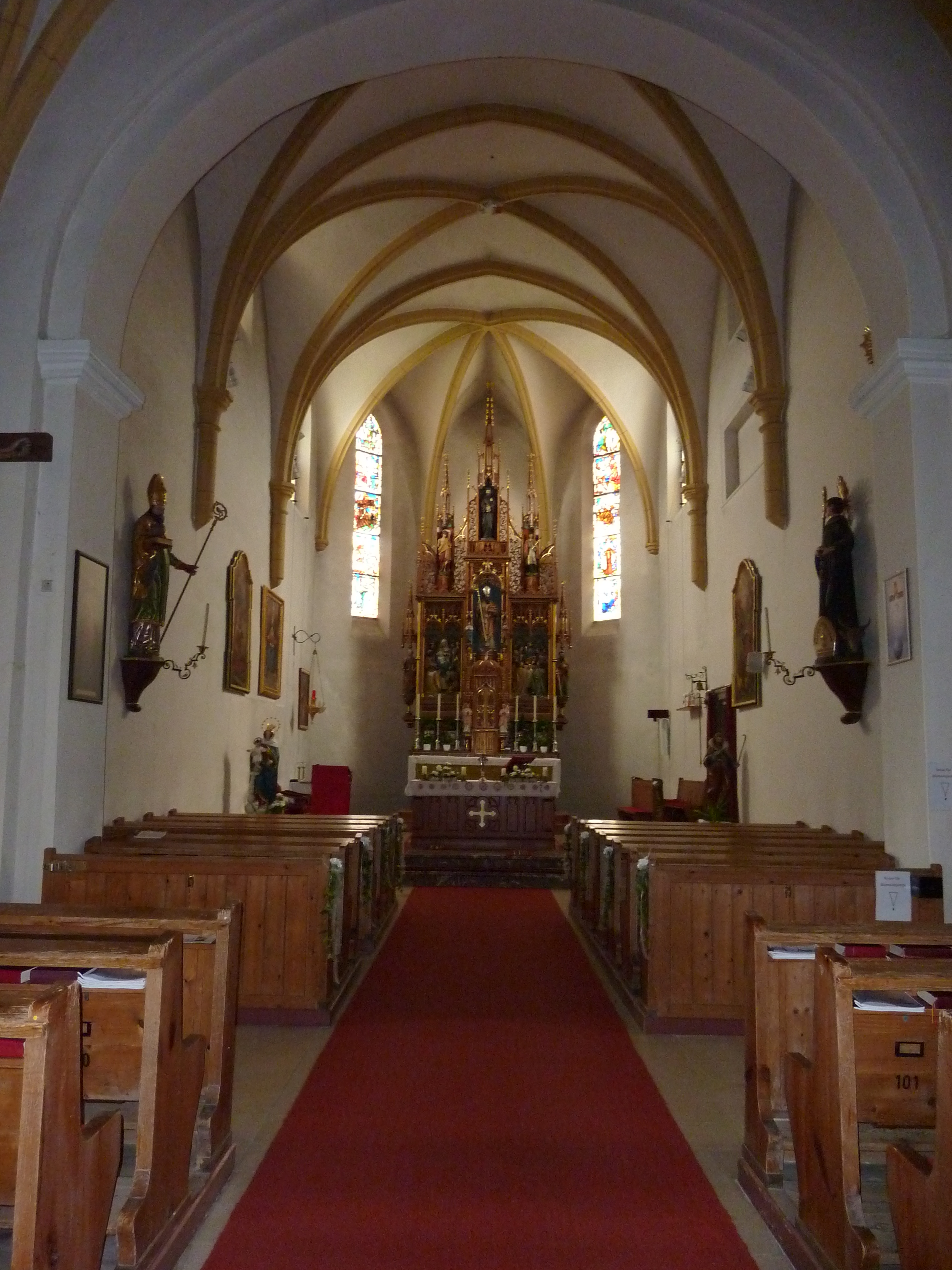
Interiér farního kostela sv. Mikuláše